# Манассаська кампанія
Манассаська кампанія (англ. Manassas Campaign) — серія бойових зіткнень та битв у північній Вірджинії та долині Шенандоа під час Громадянської війни в США. У липні 1861 року федеральна армія двома колонами увійшла на територію Вірджинії, розпочавши першу кампанію громадянської війни. Одна з цих колон була зупинена у долині Шенандоа, а друга зустріла армію Конфедерації біля Манассаса, де і була розгромлена у Першій битві при Булл-Рані.